# Ma Baker
"Ma Baker" – piosenka w stylu disco z repertuaru zespołu Boney M. wydana w 1977 na singlu i na drugim albumie grupy pt. Love for Sale. Słowa piosenki nawiązują do biografii słynnej przedwojennej szefowej rodzinnego gangu Ma Barker. Muzyczny motyw przewodni jest zapożyczony z ludowej piosenki z Tunezji pt. "Sidi Mansur".
"Ma Baker" wykonywali później m.in. Banda R-15, Knorkator, Milli Vanilli.